# Ле-Торкен
Ле-Торке́н (фр. Le Torquesne) — коммуна во Франции, находится в регионе Нижняя Нормандия. Департамент коммуны — Кальвадос. Входит в состав кантона Бланжи-ле-Шато. Округ коммуны — Лизьё.
Код INSEE коммуны — 14694.

## Население
Население коммуны на 2010 год составляло 437 человек.
| 1962 | 1968 | 1975 | 1982 | 1990 | 1999 | 2010 |
| ---- | ---- | ---- | ---- | ---- | ---- | ---- |
| 216  | 204  | 155  | 205  | 245  | 301  | 437  |

## Экономика
В 2010 году среди 292 человек трудоспособного возраста (15—64 лет) 222 были экономически активными, 70 — неактивными (показатель активности — 76,0 %, в 1999 году было 74,4 %). Из 222 активных жителей работали 210 человек (112 мужчин и 98 женщин), безработных было 12 (6 мужчин и 6 женщин). Среди 70 неактивных 23 человека были учениками или студентами, 33 — пенсионерами, 14 были неактивными по другим причинам.